# Municipio de Kinda
Kinda (en sueco: Kinda kommun) es un municipio en la provincia de Östergötland, al sureste de Suecia. Su sede se encuentra en la localidad de Kisa. El municipio actual se creó en 1974 a través de la fusión de tres municipios llamados Norra Kinda, Södra Kinda y Västra Kinda (norte, sur y oeste respectivamente), que se habían formado en 1952 a partir de nueve entidades originales.

## Localidades
Hay tres áreas urbanas (tätort) en el municipio:
| # | Tätort   | Población |
| - | -------- | --------- |
| 1 | Kisa     | 3807      |
| 2 | Rimforsa | 2243      |
| 3 | Horn     | 529       |

## Ciudades hermanas
Kinda está hermanado o tiene tratado de cooperación con:
- Eno, Finlandia
- Amata, Letonia
- Pskov, Rusia
- Kimilili, Kenia